# Crorema jordani
Crorema jordani är en fjärilsart som beskrevs av Collenette 1936. Crorema jordani ingår i släktet Crorema och familjen tofsspinnare. Inga underarter finns listade i Catalogue of Life.